# Fomalhaut b
Dagon, ou Fomalhaut b, formellement Fomalhaut Ab, aussi nommée Alpha Piscis Austrini Ab (en abrégé α PsA Ab), est une planète en orbite autour de l'étoile Fomalhaut A (alpha Piscis Austrini A, α PsA A), composante principale du système multiple Fomalhaut (alpha Piscis Austrini, α PsA). Il s'agit de la première exoplanète découverte par imagerie directe lors d'une coronographie.
Cette planète, découverte par l'équipe de l'Américain Paul Kalas en 2008 sur une coronographie prise par le télescope spatial Hubble, gravite autour de Fomalhaut située dans la constellation du Poisson austral. L'annonce fut concomitante avec celle de la découverte de trois planètes autour de HR 8799. Ces quatre planètes sont les premières à voir leur mouvement en orbite confirmé par imagerie directe.
Son existence avait été prédite, dès 2006, par Alice C. Quillen. Elle a été contestée, en avril 2012, à la suite d'une observation réalisée grâce à l'interféromètre ALMA. Elle a été confirmée, d'abord par Thaine Curie et al. en 2012, puis par Raphaël Galicher et al. en 2013. Son orbite a été caractérisée par Paul Kalas et al.. Sa nature reste néanmoins discutée. En effet, d'après Ralph Neuhaeuser et al., il pourrait s'agir d'une étoile à neutrons située en arrière-plan.

## Découverte
La planète est en orbite autour de Fomalhaut à une distance de 115 UA, ce qui est à peu près à 18 UA plus près de l'étoile que l'intérieur du disque de débris. Elle a été découverte après huit ans de travail par des chercheurs.

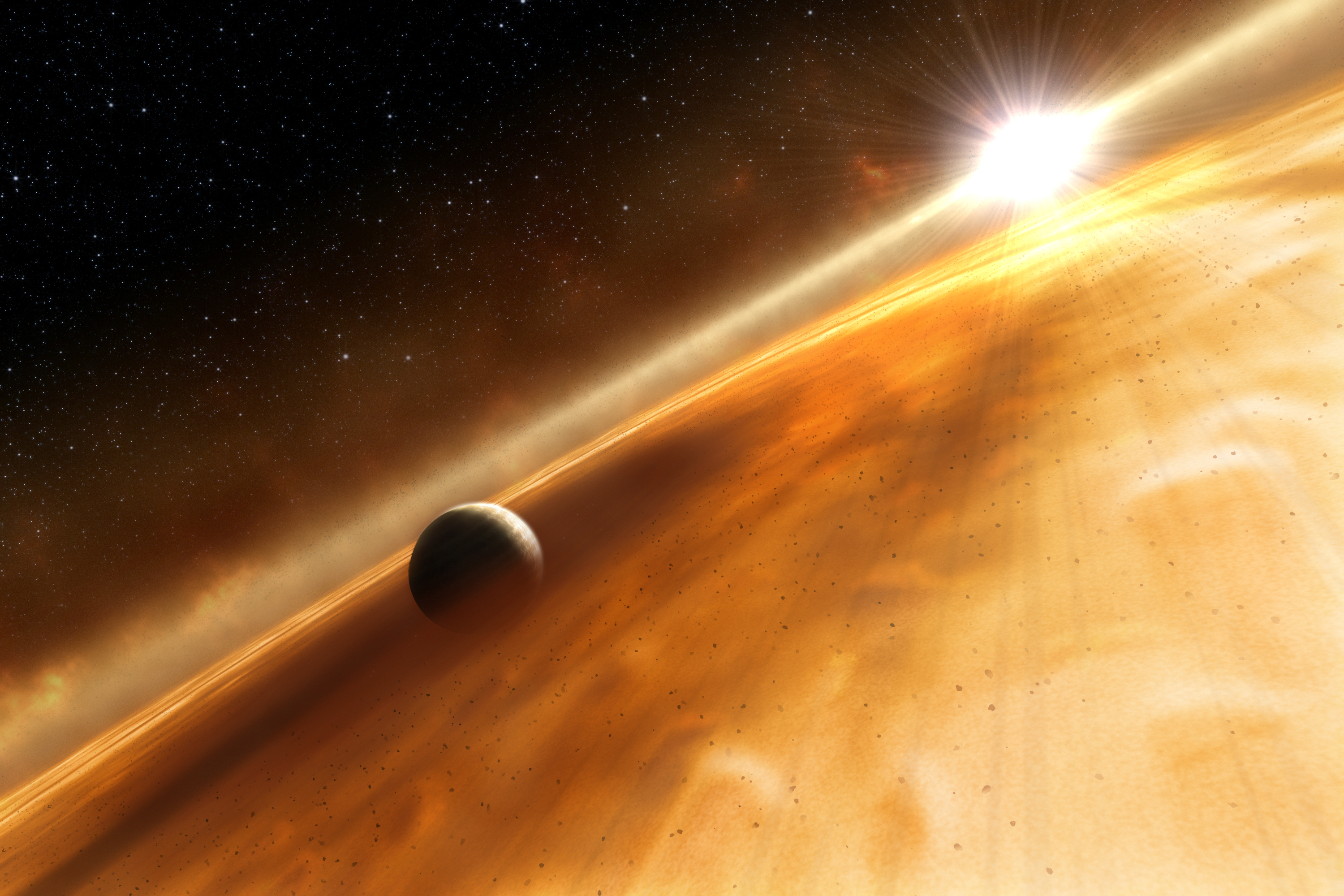
Vue d'artiste de Fomalhaut b.

Dès 2005, l'existence de la planète a été déduite de son influence sur le disque de débris : cette ceinture n'est pas centrée sur l'étoile et a un bord intérieur plus défini que ce à quoi on s'attendait,. C'est toutefois seulement en 2008 que la planète a été localisée par Paul Kalas et James R. Graham à partir de photographies prises par Hubble en 2004 et 2006 . La NASA a rendu publiques ces photos prises par la caméra ACS de Hubble, le 13 novembre 2008. Sur l'image, la bande ovale et brillante est le disque de débris, tandis que les artéfacts à l'intérieur de cette bandes sont en fait du bruit dû à de la diffusion lumineuse.
Selon Kalas, « C'est une expérience profonde et émouvante de voir de ses yeux une planète encore jamais vue. J'ai presque eu une attaque cardiaque à la fin de mai quand j'ai confirmé que Fomalhaut b était en orbite autour de son étoile parente. » (It’s a profound and overwhelming experience to lay eyes on a planet never before seen. I nearly had a heart attack at the end of May when I confirmed that Fomalhaut b orbits its parent star.)

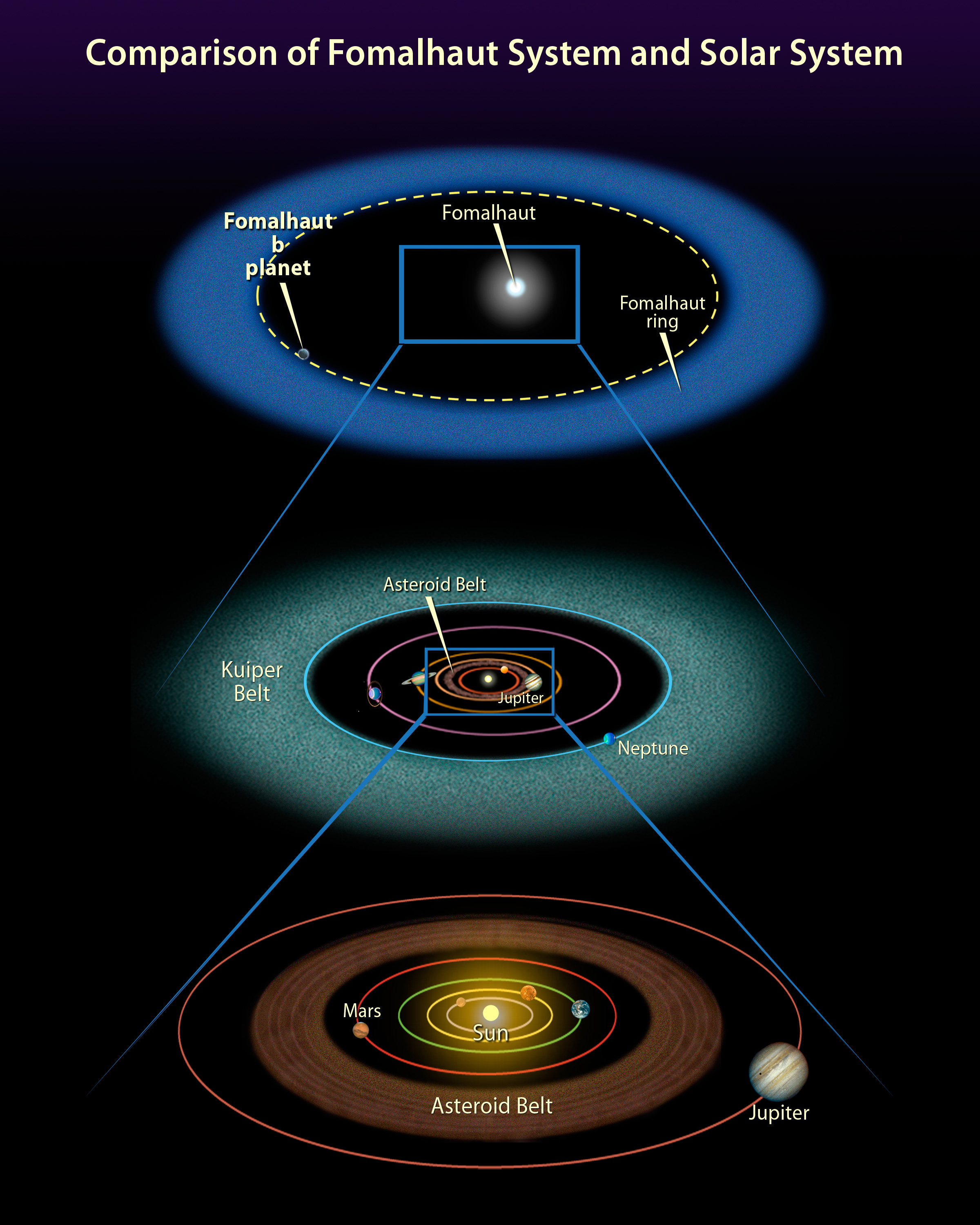
Comparaison entre notre système solaire et le système de Fomalhaut.

Depuis la découverte de Neptune, Fomalhaut b est la première planète dont l'existence avait été prédite et à avoir été observée directement dans le spectre de la lumière visible. C'est aussi la première prédiction d'existence d'une planète basée sur son interaction avec un disque de débris. De plus, on estime que c'est l'objet de plus petite masse et le plus froid dont on a une image, à l'extérieur de notre système solaire.

## Caractéristiques
On estime que la planète a approximativement la même dimension que Jupiter, avec une masse maximale de 3 MJ et une masse probable de 0,5 à 2 MJ,. Elle évolue à une distance de 17 milliards de kilomètres de son étoile, ce qui représente une distance environ 20 % plus grande que l'apoapside d'Éris, ou encore 3,8 fois le demi-grand axe de Neptune. Elle bouclerait une orbite complète autour de cette étoile tous les 872 ans. La luminosité de Fomalhaut est 16 fois celle du Soleil, donc Fomalhaut est vue de sa planète b comme étant aussi brillante que notre Soleil vu de Neptune, selon la loi en carré inverse.
À cause de sa grande luminosité en lumière visible et de sa faible luminosité en infrarouge, on pense que Fomalhaut b est entourée d'un disque planétaire de rayon d'environ 20 à 40 fois le rayon de Jupiter — comparativement, l'extérieur des anneaux de Saturne est à une distance de deux rayons de Jupiter du centre de la planète.
Cette distance est comparable aux satellites galiléens de Jupiter et pourrait donc représenter une étape dans la formation d'un système de satellites naturels autour de la planète,,.
Cependant le satellite infrarouge Spitzer n'a pas confirmé l'existence de Fomalhaut b, et en 2012 l'observatoire ALMA a permis de mettre sérieusement en doute son existence. Les observations de Hubble correspondent bien davantage à un amas de poussières.
En octobre 2012, cette planète est confirmée.